# Nazrul Nazari
Nazrul Nazari (* 11. Februar 1991 in Singapur), mit vollständigem Namen Muhammad Nazrul bin Ahmad Nazari, ist ein singapurischer Fußballspieler.

## Karriere

### Verein
Nazrul Nazari stand von 2009 bis 2012 bei den Young Lions in Singapur unter Vertrag. Die Young Lions sind eine U23-Mannschaft, die 2002 gegründet wurde. In der Elf spielen U23-Nationalspieler und auch Perspektivspieler. Ihnen soll die Möglichkeit gegeben werden, Spielpraxis in der ersten Liga, der Singapore Premier League, zu sammeln. Für die Lions absolvierte er 66 Spiele. Am 1. Januar 2013 unterschrieb er einen Vertrag bei den Singapore LionsXII. Mit dem Verein spielte er in der ersten malaysischen Liga, der Malaysia Super League. 2013 gewann der mit dem Verein die malaysische Meisterschaft. Den malaysischen FA Cup gewann er 2015. Das Endspiel gegen Kelantan FA gewann man mit 3:1. Im Januar 2016 wechselte er zum singapurischen Erstligisten Hougang United. Am 19. November 2022 stand er mit Hougang im Finale des Singapore Cup. Das Finale gegen die Tampines Rovers gewann man mit 3:2.

### Nationalmannschaft
Nazrul Nazari spielt seit 2012 in der Nationalmannschaft von Singapur.

## Erfolge
Singapore LionsXII
- Malaysia Super League: 2013
- Malaysia FA Cup: 2015

Hougang United
- Singapore Cupsieger: 2022